# Carl Mohr (Schauspieler)
Carl Friedrich Mohr (* 2. Märzjul. / 13. März 1798greg.; † 29. Septemberjul. / 11. Oktober 1859greg. in St. Petersburg, Russisches Kaiserreich) war ein deutscher Hofschauspieler und Übersetzer in St. Petersburg.

## Leben
Carl Mohr stammte aus einer deutschen Familie in St. Petersburg. Seit 1806 besuchte er die deutsche Petrischule. Danach wurde er Schauspieler, zunächst in einer russischen Theatergruppe.
Seit Mai 1822 spielte Carl Mohr im Deutschen Hoftheater in St. Petersburg, zuerst in Kabale und Liebe von Friedrich Schiller. Er entwickelte sich bald zum beliebtesten Schauspieler des Ensembles, besonders durch seine komödiantischen Rollen. Bei einigen Inszenierungen führte er selber die Regie. Auch bei Gastspielen im Ausland hinterließ er einen starken Eindruck, so z. B. 1843 in Zürich.
1853 beendete Carl Mohr seine Laufbahn als der am längsten im Deutschen Theater in St. Petersburg tätige Schauspieler überhaupt.
Carl Mohr übersetzte einige Theaterstücke, wie Die drey Buckligen von Catterino Cavos (Opernlibretto, 1825) und Parascha, ein Mädchen aus Siberien von Nikolai Polewoi (1840).